# NGC 5789
NGC 5789 (другие обозначения — UGC 9615, MCG 5-35-26, ZWG 164.43, WAS 93, IRAS14545+3025, PGC 53414) — спиральная галактика с перемычкой (SBd) в созвездии Волопас.
Этот объект входит в число перечисленных в оригинальной редакции «Нового общего каталога».
В галактике вспыхнула сверхновая SN 2003dl. Её пиковая видимая звёздная величина составила 19,2.